# Laz Alonso
Pour les articles homonymes, voir Alonso.
Lazaro Alonso, dit Laz Alonso, est un acteur et producteur américain né le 25 mars 1974 à Washington aux États-Unis.

## Biographie
Laz Alonso est né le 25 mars 1974 à Washington, États-Unis.
Il a obtenu une licence de marketing à l'université Howard.

## Carrière
Au cinéma, il apparaît dans des films comme G (en) (2002) de Christopher Scott Cherot et Constantine (2005) de Francis Lawrence.
En 2006, il est aux côtés de Jake Gyllenhaal et Jamie Foxx dans le film de Sam Mendes Jarhead : La Fin de l'innocence.
L'année suivante, il est à l'affiche des longs-métrages : Steppin' de Sylvain White et Captivity de Roland Joffé.
Il décroche des petits rôles de guest-star dans plusieurs séries telles que Providence, Les Experts : Miami, The Practice ou NCIS : Enquêtes spéciales.
En 2009, il apparaît aux côtés de Paul Walker et Vin Diesel dans Fast and Furious 4.La même année, il se fait connaître en tant que Tsu'Tey, un na'vi, dans le film à succès Avatar réalisé par James Cameron.

## Filmographie

### Cinéma
- 2001 : Les Pieds sur terre (Down to Earth) de Chris Weitz et Paul Weitz : Un homme
- 2001 : 30 Years to Life (en) de Vanessa Middleton (en) : Richard
- 2002 : Morning Breath de Brin Hill : Miguelito
- 2002 : G (en) de Christopher Scott Cherot : Craig Lewis
- 2002 : All Night Bodega de Felix Olivier : Angel
- 2003 : Leprechaun 6 : Le Retour (Leprechaun : Back 2 Tha Hood) de Steven Ayromlooi : Rory Jackson
- 2003 : Crime Partners de J. Jesses Smith : David Little
- 2005 : Jarhead : La Fin de l'innocence (Jarhead) de Sam Mendes : Ramon Escobar
- 2005 : Constantine de Francis Lawrence : Le garde de la morgue
- 2005 : Les locataires (The Tenants) de Danny Green : Jacob
- 2005 : Flip the Script de Terrah Bennett Smith : Nelson
- 2005 : Issues de Van Elder : Damien
- 2006 : The Last Stand de Russ Parr : Wesley
- 2007 : Steppin' de Sylvain White : Zeke
- 2007 : Captivity de Roland Joffé : Inspecteur Ray Di Santos
- 2007 : This Christmas de Preston A. Whitmore II (en) : Malcolm
- 2007 : Mano (court métrage) d'Anthony Nardolillo : Angel
- 2007 : Bunny Whipped de Rafael Riera : Kenny Kent
- 2007 : Divine Intervention de Van Elder : Deacon Wells
- 2008 : Miracle à Santa Anna (Miracle at St. Anna) de Spike Lee : Caporal Hector Negron
- 2009 : Fast and Furious 4 de Justin Lin : Fenix Rise
- 2009 : Avatar de James Cameron : Tsu'tey
- 2009 : Down for Life d'Alan Jacobs : Officier Barber
- 2010 : Love and Game (Just Wright) de Sanaa Hamri : Mark Matthews
- 2011 : Chiens de paille (Straw Dogs) : Député John Burke
- 2011 : Jumping the Broom de Salim Akil : Jason Taylor
- 2013 : Battle Of The Year de Benson Le : Dante Graham
- 2017 : Detroit de Kathryn Bigelow : John Conyers
- 2018 : Armed de Mario Van Peebles : Jessie
- 2018 : Traffik de Deon Taylor : Darren
- 2021 : Un homme en colère (Wrath of Man) de Guy Ritchie : Carlos
- 2025 : Fountain of Youth de Guy Ritchie

#### Séries télévisées
- 2002 : Half and Half : Derek
- 2002 : Providence : Eddie
- 2003 : The Practice : Donnell et Associés (The Practice) : Derrick Mills
- 2003 / 2006 : One on One : Manny / Trent
- 2004 : FBI : Portés disparus (Without a Trace) : Dwayne
- 2004 : Soul Food : Les Liens du sang (Soul Food) : Derek
- 2004 : NCIS : Enquêtes spéciales (NCIS) : Sergent-Chef Steven Washington
- 2004 : Les Experts : Miami (CSI : Miami) : Dennis de Labeque
- 2005 : Bones : George Warren
- 2005 : Entourage : L'assistant de Snoop
- 2006 : The Unit : Commando d'élite (The Unit) : Sergent Carmichael
- 2007 : Eyes : James Gage
- 2011 : Breakout Kings : Charlie Duchamp, US Marshall
- 2010 - 2011 : Southland : Détective Gil Puente
- 2013 : Person of Interest : Paul Carter
- 2013 : Double Jeu (Deception) : Will Moreno
- 2014 : Single Ladies : Alec Hansen
- 2014 - 2016 : Les Mystères de Laura (The Mysteries of Laura) : Inspecteur Billy Soto
- 2018 : The Bobby Brown Story : Louis Silas Jr
- 2019 : Los Angeles : Bad Girls (L.A.'s Finest) : Warren Hendrix
- 2019 - présent : The Boys : Marvin « La Crème »
- 2021 - 2022 : Robot Chicken : Chad / Mitch (voix)

#### Téléfilm
- 2000 : Act of Love (Disappearing Acts) de Terry McMillan : Martinez

### Producteur
- 2007 : Mano
- 2009 : Down for Life

## Voix francophones
En France, Serge Faliu, Olivier Cordina et Jean-Baptiste Anoumon sont les voix les plus régulières de Laz Alonso.

## Récompenses et nominations

### Nominations
- Prix Black Reel
  - Miracle à Santa Anna (Miracle at St. Anna, 2008) : nommé dans la catégorie meilleur ensemble